# 愛のローラーコースター
「愛のローラーコースター」（あいのローラーコースター、Love Rollercoaster）は、アメリカ合衆国のファンク/R&Bバンド、オハイオ・プレイヤーズが、もともと1975年のアルバム『ハニー』に収録した曲。作者は、「Beck, Bonner, Jones, Middlebrooks, Pierce, Satchell, and Williams」とされている。曲名は、「ラブ・ローラーコースター」、「ラヴ・ローラーコースター」などと表記されることもある。

## オハイオ・プレイヤーズによるオリジナル
オハイオ・プレイヤーズによるオリジナルは、1975年11月にシングル盤がリリースされ、米国では1976年1月にチャートの首位に達するヒットとなり、ゴールドディスクを獲得した。カナダでは、チャートの2位まで上昇し、2週間そこにとどまった。

### 週間シングル・チャート
| チャート（1976年）              | 最高位 |
| ------------------------------- | ------ |
| 米 ビルボード Billboard Hot 100 | 1      |
| 米 R&B                          | 1      |
| オーストラリア                  |        |
| カナダ RPM                      | 2      |

### 年間チャート
| チャート（1976年） | 順位 |
| ------------------ | ---- |
| 米 ビルボード      | 12   |
| 米 ビルボード      | 30   |
| カナダ             | 39   |

## レッド・ホット・チリ・ペッパーズによるカバー
この曲は、レッド・ホット・チリ・ペッパーズによって、1996年にカバーが発表された。このバージョンでは、リード・シンガーのアンソニー・キーディスによるラップが盛り込まれ、原曲のホーン・セクションは、同じような旋律を奏でるカズーに置き換えられている。
このバージョンは、長編アニメーション映画『劇場版 ビーバス＆バットヘッド DO AMERICA (Beavis and Butt-head Do America)』のサウンドトラックの1曲であった。この曲には、BEAVIS AND BUTT-HEADが登場するアニメーションによるミュージック・ビデオが制作されており、バンドの面々が遊園地のローラーコースターに乗るアニメーションが、映画から抜粋された場面と交互に現れる。この曲は、映画のはじめの方でも、ビーバスとバットヘッドがラスベガスに到着する場面で流れている。ダンスホールの場面では、架空のファンク・バンドがこの曲を演奏している（このバンドはシングル盤のカバーの背景にも描かれている）。
この曲は、ジャンルを超えたヒットとなり、『ビルボード』誌のHot 100 Airplay チャートでは40位、Mainstream Top 40 チャートでは22位まで上昇したが、Modern Rock Tracks チャートでは最高14位で、トップ10入りは果たせず、Mainstream Rock Tracksチャートには入らなかった。一方、全英シングルチャートでは8週トップ100入りして最高7位となり、バンドにとって2作目の全英トップ10シングルとなった。

### チャート
| チャート（1996年 - 1997年）      | Peak 最高位 |
| -------------------------------- | ----------- |
| 米 ビルボード Hot 100 Airplay    | 40          |
| 米 ビルボード Modern Rock Tracks | 14          |
| 米 ビルボード Mainstream Top 40  | 22          |
| 全英シングルチャート             | 7           |